# Richard de Sayn-Wittgenstein-Berlebourg (4e prince de Sayn-Wittgenstein-Berlebourg)
Titres
4e prince de Sayn-Wittgenstein-Berlebourg
9 novembre 1904 – 25 avril 1925
(20 ans, 5 mois et 16 jours)
Membre de la Chambre des seigneurs de Prusse
9 novembre 1904 – 15 novembre 1918
Pairie héréditaire
(14 ans et 6 jours)
Richard, 4e prince de Sayn-Wittgenstein-Berlebourg (en allemand : Richard Hermann Gustav zu Sayn-Wittgenstein-Berleburg), né le 27 mai 1882 à Bad Berleburg et mort le 25 avril 1925 à Hanau, est prince et chef de la maison de Sayn-Wittgenstein de 1904 à 1925.

## Biographie
Le prince Richard est né le 27 mai 1882 à Berleburg, en Allemagne
Son titre n'a pas été reconnu par la République de Weimar et d'autres républiques allemandes après l'abolition de l'Empire allemand en 1918, mais légalement conservé désormais comme nom de famille.
Il meurt des suites d'un accident de la circulation à Hanau le 25 avril 1925 à l'âge de 42 ans.

## Famille
Le 21 novembre 1902, à Langenzell, il épouse la princesse Madeleine de Löwenstein-Wertheim-Freudenberg, fille du prince Alfred de Löwenstein-Wertheim-Freudenberg et de la comtesse Pauline von Reichenbach-Lessonitz dont :
- Gustave, 5e prince de Sayn-Wittgenstein-Berleburg, né le 28 février 1907, porté disparu au combat en Russie en juin 1944 et déclaré mort en 1969.
- Christian, 6e prince de Sayn-Wittgenstein-Hohenstein, né le 20 septembre 1908, mort le 17 août 1983.
- Louis, né le 4 avril 1910, mort le 22 novembre 1943.